# Sint Kruis
Sint Kruis (Zeeuws: Sinte Kruus) is een dorp in de Nederlandse provincie Zeeland, gelegen in het westelijke deel van Zeeuws-Vlaanderen. Het behoort tot de gemeente Sluis. Het ligt aan de grens met België, ten oosten van Aardenburg. Het dorp heeft 210 inwoners (2023). Sint Kruis bevindt zich op het Hoogland in de Beooster Eede-Hoogland van Sint Kruis polder. Van 1796 tot 1 april 1941 was Sint Kruis een zelfstandige gemeente. Op die datum werd het samen met de gemeente Eede toegevoegd aan de gemeente Aardenburg.

## Nabijgelegen kernen
Aardenburg, Oostburg, Sint-Laureins, Eede, Sint-Margriete

#### Verenigingsleven
Sint Kruis heeft een dorpsraad die samen met de leden van FC Peperbusse (vernoemd naar de toren in het dorp) tal van activiteiten organiseert. Zo is er jaarlijks een toneelvoorstelling, word er een volkskermis georganiseerd, zijn er bijeenkomsten in het dorpshuis en elk jaar doen dorpsbewoners mee aan verschillende carnavalsoptochten in Vlaamse buurgemeenten.

## Bezienswaardigheden
De Hervormde kerk is een voormalige kruiskerk waarvan de oude, onvoltooide toren en een eenbeukige kerkzaal nog in stand zijn. De onafgebouwde toren met haakse steunberen en stompe spits wordt 'De Peperbusse' genoemd vanwege zijn merkwaardige vorm. Kerk en toren stammen uit de 14e eeuw. Het is een rijksmonument.